# Chef du gouvernement
Le chef du gouvernement est la personne à la tête du gouvernement dans un État. Il existe trois types principaux de régimes démocratiques : les régimes parlementaires, les régimes présidentiels et les régimes semi-présidentiels (ce dernier est un intermédiaire entre les deux premiers).

## Régime parlementaire

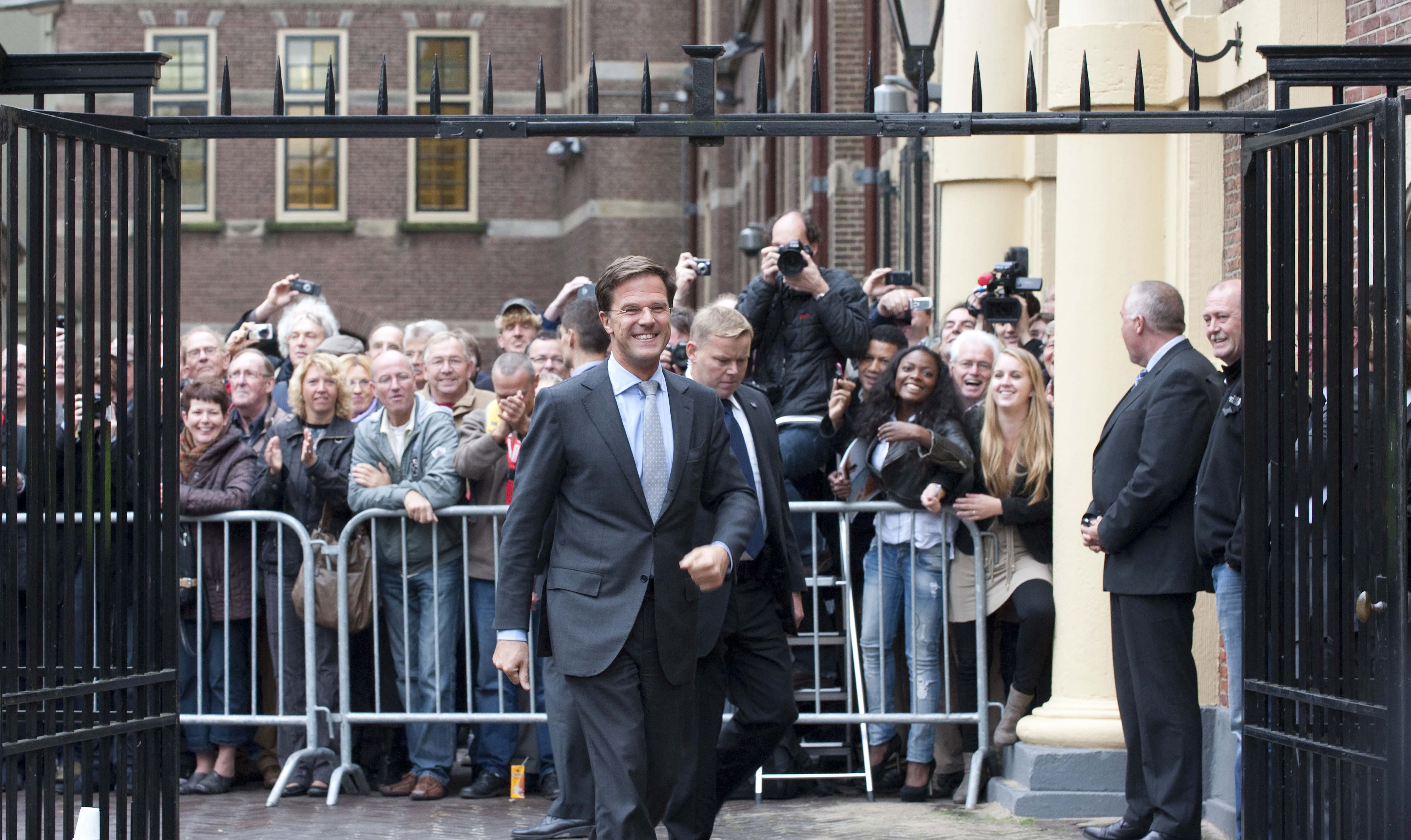
Mark Rutte entre le 14 octobre 2010 à la Torentje, comme nouveau Premier ministre des Pays-Bas. Il n'est constitutionnellement pas le chef du gouvernement, seulement président du Conseil des ministres et détenteur du pouvoir exécutif, le monarque délèguant de façon démocratique la direction du pays au représentant élu.

Dans un régime parlementaire, le chef du gouvernement est doté de larges pouvoirs et exerce donc de facto le pouvoir exécutif en lieu et place du chef de l'État. Il est souvent nommé par ce dernier et dirige les administrations et le gouvernement. C'est lui qui prépare les lois et représente son pays dans les relations internationales. Il est également responsable de ses actes devant le Parlement qui peut le renverser. À l'inverse cependant, le pouvoir exécutif peut dissoudre le Parlement.
Dans la majorité des cas, on parle de Premier ministre, c'est le cas de la France, de l'Algérie, de la Belgique, du Canada et de ses provinces, ou du Portugal. Il existe cependant d'autres termes pour désigner les chefs de gouvernements de certains États :
- chancelier, en Allemagne et Autriche ;
- ministre-président, en Bulgarie, aux Pays-Bas, en Hongrie, en Lettonie, dans les gouvernements des entités fédérées belges ;
- ministre d'État, au Danemark, à Monaco, en Norvège et en Suède ;
- président du Conseil des ministres, en Italie, au Liban, en Pologne et anciennement en France (sous les Deuxième, Troisième et Quatrième Républiques) ;
- président du gouvernement, en Croatie, Espagne, Russie, Serbie et Slovénie ;
- chef du gouvernement, au Maroc et en Tunisie ;
- ministre en chef, dans les États et territoires de l'Inde, les États et territoires de l'Australie et les territoires britanniques d'outre-mer.

## Régime présidentiel
Dans un régime présidentiel, le chef de l'État est également le chef du gouvernement. Cela se traduit par le fait que le Parlement ne peut renverser le gouvernement mais que le président ne peut dissoudre ce dernier.

## Régime hybride ou semi-présidentiel
Le pouvoir exécutif est ici, concrètement, partagé entre le chef de l’État et le chef du gouvernement.
En France, la Cinquième République en est un exemple : si c'est le Premier ministre qui est titulaire du pouvoir réglementaire (le président de la République ne disposant que de prérogatives limitativement énumérées par la Constitution), le chef de l’État dispose d'une légitimité politique prépondérante dans la vie politique (notamment depuis la révision constitutionnelle de 1962, instaurant l'élection du président de la République au suffrage universel direct, faisant de lui la seule et unique personne à être élue par l'ensemble des électeurs). Par conséquent, le chef du gouvernement agit sous l'autorité politique du chef de l’État.
Dans ces régimes hybrides, la pratique des acteurs de la vie institutionnelle peut faire varier l'étendue effective des pouvoirs du chef du gouvernement. En étudiant la Ve République, il est possible de dire que, très souvent, le Premier ministre français dispose d'une plus large autonomie politique lorsque le Président en exercice entame son second mandat (comme avec les Premiers ministres Jean-Pierre Raffarin et Dominique de Villepin sous la deuxième mandature de Jacques Chirac). À l'inverse, généralement, le Premier ministre d'un président venant de commencer son premier mandat dispose de prérogatives politiques moins étendues : ce fut particulièrement le cas pour François Fillon durant la présidence de Nicolas Sarkozy de 2007 à 2012, ou encore d'Alain Juppé au début de la première présidence de Jacques Chirac, de 1995 à 1997.
Toutefois, en période de cohabitation, le Premier ministre retrouve un plein exercice de ses compétences, le chef de l'État se limitant aux prérogatives déterminées dans la Constitution (politique étrangère et défense nationale essentiellement). On se rapproche alors d'un régime parlementaire classique (comme avec le Premier ministre Lionel Jospin de 1997 à 2002, durant le premier mandat de Jacques Chirac).

## Régime directorial
Dans le cas d'un régime directorial, le pouvoir exécutif est exercé par plusieurs personnes (collégialité). Ce fut le cas par exemple lors du Directoire français. Ce type de gouvernement est très rare : les seuls pays aujourd'hui organisés selon ce principe est la Suisse et Saint-Marin, mais il y eut aussi un système semblable en Algérie de 1992 à 1994.